# Чудо-юдо (группа)
Чудо-юдо — одна из старейших российских панк-групп, образовавшаяся в Москве в 1983 году. В настоящее время группа существует в основном в лице одного «художественного руководителя» Дмитрия Куропятникова и периодически участвует в концертах.

## История
К концу 70-х волна популярности западной панк-культуры докатилась до СССР и пропагандируемые этой культурой принципы нигилизма, нонконформиза, а также отрицание каких-либо культурных и политических авторитетов, ожидаемо нашли своих сторонников среди бунтующей молодёжи позднего Союза. Одними из таких энтузиастов панк-движения и оказались братья Сергей «Мамонт» и Дмитрий «Хэнк» Куропятниковы. По словам Хэнка, он впервые познакомился с этой музыкой в конце 70-х, услышав Sex Pistol's по радио, которое он ловил на старый приёмник, к чему его приучил старший брат Сергей:
Интервьювер: Как ты увлекся панк-роком?
Хэнк: Я маленький был совсем, когда в 1976-м году передавали по "вражеским голосам" Sex Pistols, я ловил это на старом приемнике и слушал.
Интервьювер: По "вражеским голосам" это как?
Хэнк: Сева Новгородцев, ВВС, всякие там еще другие.
Уже в 81-82 годах ребята нашли своих единомышленников, собирались в центре Москвы и "панковали". Постепенно Дмитрий учился играть на гитаре и к 83-му они с братом решили создать свою группу, в которой Дмитрий сразу стал творческим руководителем. Группа сразу выбрала себе идеологию — убежденные панк-анархисты интернационалисты. На взгляды группы повлияло общение с хиппи:
Когда я был маленький, родители снимали дачу в Подмосковье. И там была хиповая коммуна. Они жгли костры всякие. Я к ним ходил в гости и видел то, как они проводили время… Было мне 3-4-5 лет. А они там мне: "Димончик, приколись какая фенечка, маленький пипл". Забавляли меня всякими такими штуками, учили рисовать пацифик, писать всякие штуки, которые мне, как ребенку того возраста, не надо было писать: "Free Love", "Flower — Power", "Peace and Love". И я хоть маленький был, думал: "Какие смешные дядечки и тетечки. Они добрые, но какие-то беззащитные". Добро должно быть с кулаками, что сейчас в панк-движении и стало. Потому панки не пацифисты, и слава богу (смеется). И еще хочу сказать, что много моих панк-кумиров умерло от наркотиков. И я хочу посоветовать панкам и вообще любой молодежи, чтобы не употребляли наркотиков.
В тот же период, группа знакомится с другими заметными российскими панк-группами, сам Хэнк упоминает группу «Диоген», известную в панк-тусовке того времени.
Чуть позже Дмитрий освоил профессию женский парикмахер, что впоследствии заметно сказалось на всех его концертных образах. С 85-го года группа стала записывать песни, за три года насобирав на свой первый альбом.
В 1987 году группа скандально приняла участие в первом «Фестивале надежд» Московской рок-лаборатории, получив разгромную статью в газете «Московский комсомолец».
В 1989 году снялась в фильме «Авария — дочь мента», взамен получив возможность записать альбом на «Мосфильме». В фильме отражено отношение большей части населения к панкам того времени как к маргиналам, чему они, были только рады, так как противопоставление себя системе заложено в саму идеологию движения.
В августе 1993 года Чудо-юдо участвовала в концерте фестиваля «Овация» в концертном зале «Россия», и там одновременно вышли на сцену панки, ансамбль ударных инструментов Марка Пекарского, фольклорный ансамбль Дмитрия Покровского, по подиуму ползал живой крокодил из зоопарка. Этот концерт Фондом Загубленного Детства назван «Лучшим концертом 1993 года». Чудо-Юдо явилось инициатором проведения в начале 90-х годов ежегодных панк-фестивалей имени Джонни Роттена, на которые съезжались панк-группы со всего постсоветского пространства.
В мае 2000 года на фестивале в ДК им. Горбунова состоялось последнее выступление группы с Мамонтом в качестве вокалиста. Впоследствии Мамонт записал три сольных альбома: «Брага» (2004), «Космический Сарай» (2007) и «Иллюзии» (2019).
Чудо-Юдо были знакомы со многими отечественными панк-группами, в том числе с «Пурген», и с самой первой панк-командой «Автоматические удовлетворители», а также ставшими впоследствии супер-популярными «Наив» и «Четыре таракана» и многими другими.
С «Пургеном» «Чудо-Юдо» выступали на одной сцене на протяжении нулевых неоднократно, чаще всего выступления тогда проходили в клубе Эстакада, расположенном в ДК им. 40-летия Октября. На одном из таких совместных выступлений «Пурген» даже презентовали свой альбом «Реинкарнация».
Сергей Сергеевич Куропятников «Мамонт» скончался от болезней 3 марта 2021 года.

## Дискография
- 1989 — «Секс-Террор» Выпущен на виниле в 1993 как сплит-альбом Sex Terror / Танки-панки совместно с НАИВ. Russian Disc – R60 01849
- 1996 —  Панк-опера «Кайфф» Выпущен «КТР» и студией «Союз» на кассете в 1997 году. 	Союз – SZ0845-97
- 1999 — «Punk Sex Sado Mazo» на кассете и на CD. JetNoise Records – JN-046-2

## Сборники на которых звучали песни группы
- 96-99 — Панк Революция 1-8 (одна-две песни в каждой части)
- 1999 — Панк Революция 11
- 2000 — Российский Punk Обстрел
- 2001 — Панк Революция 14
- 2001 — Панк Революция 15
- 2001 — Российский Punk Обстрел 2
- 2002 — Панк Революция ХХ
- 2002-2003 — Панк Революция 21-24 (по одной песне)